# NGC 1049
NGC 1049位於天爐座，是在鄰近的本星系群內的天爐座矮星系內的一個球狀星團。與地球的距離大約630,000光年，使用普通的望遠鏡就可以看見，但是母星系卻難以看見。這個球狀星團是約翰·赫歇爾在1834年至1838年間（1835年10月19日）發現的，但是母星系直到1938年才被哈罗·沙普利發現。